# 27158 Benedetti-Rossi
27158 Benedetti-Rossi este o planetă minoră (asteroid), cu un diametru de 8,348 km, din centura de asteroizi. A fost descoperită pe 27 decembrie 1998 la Stația Anderson Mesa de Lowell Observatory Near-Earth-Object Search și a fost numită după Gustavo Benedetti-Rossi⁠(d). 
Obiectul prezintă o orbită caracterizată de o semiaxă mare de 2,9887677 UAi, o excentricitate de 0,06, o înclinație de 11,3396 ° în raport cu ecliptica.